# Années 1370 av. J.-C.
Les années 1370 av. J.-C. couvrent les années de 1379 av. J.-C. à 1370 av. J.-C.

## Évènements
- Vers 1380-1336 av. J.-C.[1] : règne de Suppiluliuma Ier, roi des Hittites. Pendant les douze premières années de son règne, il redresse la situation de l’empire qui s’est dégradé sous le règne de Tudhaliya II ; il impose son autorité au roi d’Arzawa, soumet le pays d’Azzi (Anatolie orientale) et tient en échec les Gasgas, barbares des montagnes du Pont[2].

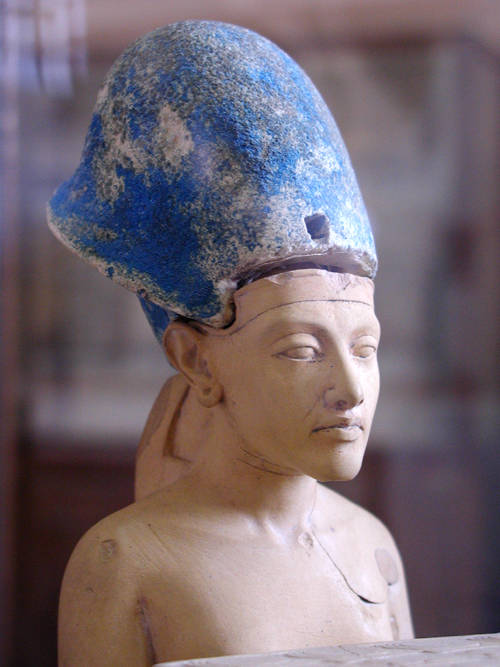
Akhénaton

- 1379-1362 av. J.-C.[1] : règne d'Akhénaton[2]. Aménophis IV, fils d’Aménophis III et de Tiy, monte sur le trône vers l’âge de 15 ans. Il règne 19 ans. En l’an 4 de son règne, il prend le nom d’Akhénaton (le serviteur du disque solaire). Pharaon mystique et autocrate, il abolit le culte d’Amon auquel il substitue celui d’Aton (le disque solaire). Il abandonne Thèbes pour fonder une nouvelle capitale, Akhetaton (« l’Horizon d’Aton », Tell el-Amarna), construite en cinq ans à 320 km au nord de Thèbes.
  - Meryrê est nommé grand prêtre d’Aton et intendant ; Ramose, puis Nakht, vizirs[3] ; Any, scribe royal et intendant ; May, intendant et chef de tous les travaux[4].
  - découverte à Akhet-Aton en 1887 des archives de la chancellerie d’Akhenaton et de son père, rédigées en akkadien, langue diplomatique de l’époque, qui couvrent une période qui s’étend au plus tôt des années 30 d’Amenhotep III à la fin du règne d’Akhénaton[5].
- 1375-1347 av. J.-C.[1] : règne de Burnaburiash II, roi kassite de Babylone[2].

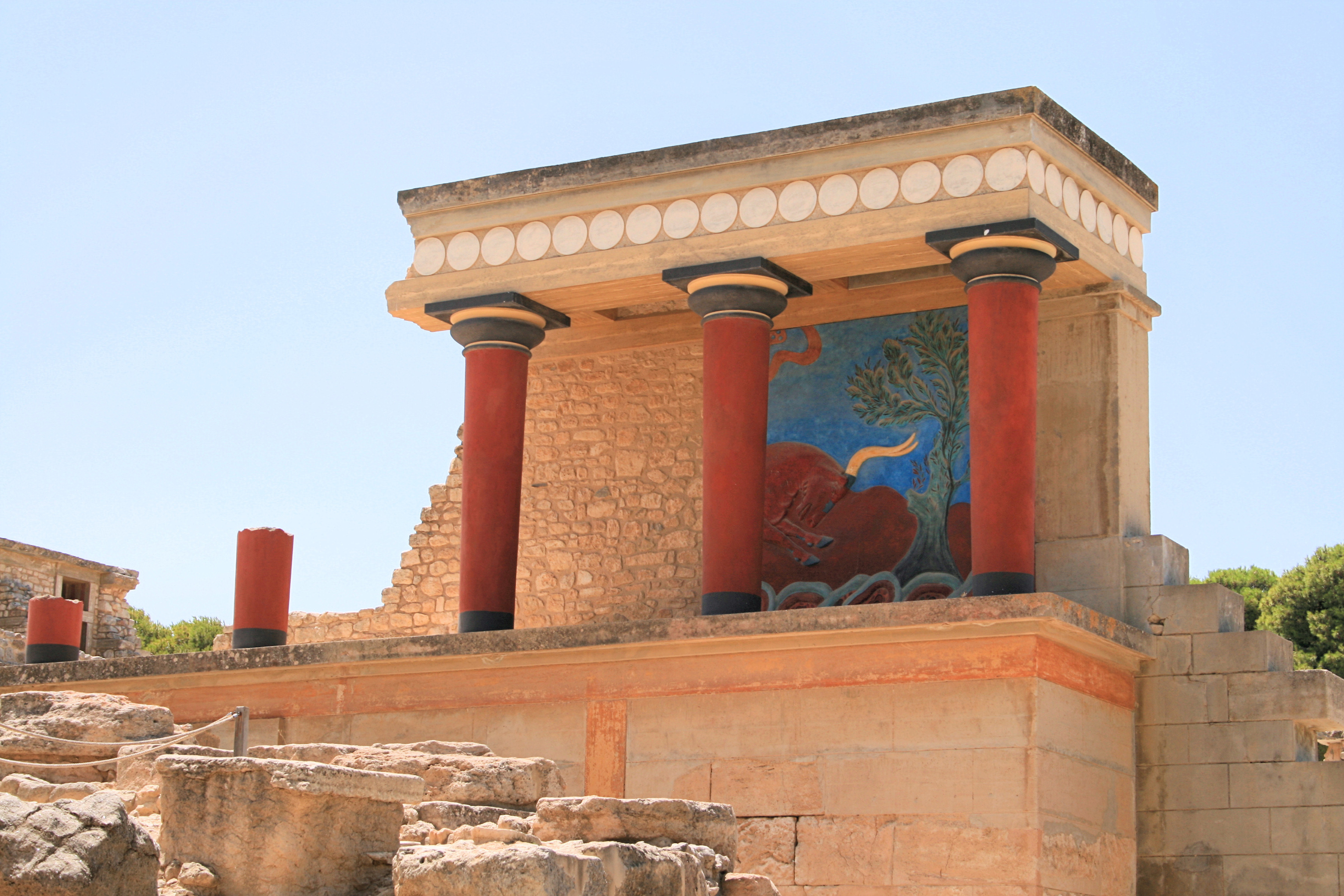
Destruction de Cnossos.

- Vers 1375-1370 av. J.-C. (ou vers 1200 av. J.-C.) : destruction du palais de Cnossos, en Crète[6] (tremblement de terre, raid des Lukka ou victoire des Grecs continentaux). La civilisation crétoise s’effondre et la Crète fait partie du monde mycénien. Fin des productions de l’art palatial en Crète (armes, vase de pierre, cachets, ivoires). La religion minoenne subsiste (figurines de « déesses aux bras levés »), mais les noms de divinités livrés par les textes (Dionysos, notre dame du Labyrinthe) témoignent d’un syncrétisme complexe créto-mycénien. Les importations grecques et chypriotes se développent en Égypte pendant la période Armana (vers 1375-1350) puis elles déclinent. La Crète continue sa progression économique et démographique après la chute de Cnossos[7].
- 1370 av. J.-C. : ensevelissement du cercueil en chêne de la fille d'Egtved, appartenant à l'âge du bronze danois[8].

## Religion
- Le culte d’Aton inaugure le monothéisme intolérant. Il affirme la bonté providentielle du soleil source de la vie. Tout élément de la création est bon par essence, et les dysfonctionnements et le mal, dont rendait compte la conception traditionnelle du combat cosmique, ne sont plus pris en compte. En tant qu’Aton, le dieu se révèle dans sa totalité, sans que subsiste un aspect caché (Amon, le caché, était la partie cachée d’Amon-Rê). Sa volonté n’est révélée qu’au roi son fils, interprète du dieu, dont le pouvoir ne saurait être contesté. La « réforme » religieuse (abandon du passé, destruction des noms et des images d’Amon et d’autres dieux), aboutissement d’un mouvement plus ancien, semble n’avoir eu que peu d’impact en dehors du milieu royal et de la cour. Elle s’accompagne d’une révolution esthétique qui engendre un art plus réaliste et une littérature mystique. La reine Néfertiti participe à cette révolution et restera fidèle au culte d’Aton après la mort de son époux.